# Orlando Berrío
Orlando Enrique Berrío Meléndez (Cartagena, 14 de fevereiro de 1991) é um futebolista colombiano que atua como ponta-direita. Atualmente joga no Tacuary, do Paraguai.

## Carreira

### Atlético Nacional
Berrío foi revelado pelo Atlético Nacional, clube pelo qual se profissionalizou em 2009. Em 2012 foi emprestado ao Millonarios, também da Colômbia, onde atuou em 17 oportunidades e não balançou as redes. Ainda em 2012, o atacante foi novamente emprestado, dessa vez ao Patriotas, onde ficou até 2013. Nesse clube, fez 20 partidas e marcou em cinco oportunidades.
Em 2013, retornou ao Atlético Nacional, onde conseguiu jogar com mais regularidade. Em 2016, foi um dos destaques da equipe na conquista da Copa Libertadores de 2016, jogando 12 partidas e marcando quatro gols, sendo um deles no último minuto das quartas de final contra o Rosário Central, logo após isso, foi comemorar provocando o goleiro do time adversário, que no meio do jogo havia feito provocações racistas contra Berrío, essa ação provocou uma violenta briga entre os jogadores do Rosario Central e do Atlético Nacional, com o gol, Berrío classificou sua equipe para semifinal do torneio.

### Flamengo
Depois de negociar por semanas, o Flamengo anunciou oficialmente a contratação de Berrío em 27 de janeiro de 2017. O colombiano assinou contrato de quatro anos de duração, e os valores da transação foram de US$3,5 milhões (cerca de R$11 milhões de reais) a serem pagos em dois anos.
Estreou em 8 de fevereiro, em jogo contra o Grêmio, pela Primeira Liga, quando entrou aos 16 minutos do segundo tempo. Aos 32 minutos, marcou seu primeiro gol com a camisa do Flamengo, na vitória por 2–0.
No dia 8 de março, na estreia do Flamengo na Libertadores, Berrío teve uma grande atuação. Apesar de não ter balançado as redes, participou de três dos quatro gols da equipe, e deixou maluco seus marcadores com sua velocidade impressionante.
Em 23 de agosto, Berrío foi decisivo na partida em que o Flamengo derrotou o Botafogo por 1–0, no Maracanã, no jogo de volta da semifinal Copa do Brasil. Ele fez linda jogada, após acreditar em um lance que parecia perdido e deu uma meia-lua de letra no lateral Victor Luis. Após aplicar este drible desconcertante (apelidado pela torcida do Fla de "cadê você?", em alusão à uma música provocativa da torcida rubro-negra para os botafoguenses) Berrío tocou a bola para o meia Diego, que não perdoou e, mesmo com a frente congestionada, finalizou bem e colocou o time rubro-negro na frente aos 25 minutos de jogo, classificando sua equipe para a final deste certame. Por conta deste lance, Berrío acabou ganhando destaque na imprensa colombiana, que chamou a jogada de "luxo, fantasia e genialidade".
No dia 22 de outubro, em partida contra o São Paulo, pela 30ª rodada do Campeonato Brasileiro, Berrío teve uma ruptura do tendão patelar no joelho esquerdo, ficando fora dos gramados por um longo período. Após dez meses se recuperando, voltou aos gramados em 8 de setembro de 2018, entrando nos minutos finais na vitória do Flamengo sobre a Chapecoense por 2–0.
Os jogos seguintes demonstraram que o seu bom futebol também estava de volta aos gramados, terminando o ano em alta.
No dia 10 de janeiro de 2019, ele foi um dos quatro jogadores do Flamengo que converteram seus pênaltis, e ajudaram a equipe a vencer o Ajax, da Holanda, na disputa de pênaltis, em partida válida pela Florida Cup.
No começo de 2020, sem espaço no ataque do Flamengo, Berrío começou a ser utilizado na lateral-direita, tendo em vista somente a opção de João Lucas como alternativa para Rafinha.

### Khor Fakkan
Após não ser aproveitado na temporada, rescindiu amigavelmente seu contrato com o Flamengo e acertou sua transferência para o Khor Fakkan, dos Emirados Árabes, no dia 19 de julho de 2020. O rubro-negro não recebeu compensação financeira, mas ficou com 30% do valor de uma transferência futura.
Após 7 meses no clube e sem atuar em nenhuma partida, Berrío rescindiu seu contrato com o clube árabe.

### América Mineiro
Sem atuar por um ano, no dia 9 de julho de 2021 o jogador foi oficializado e anunciado como novo jogador do América Mineiro, assinando um contrato até o final do ano.

## Seleção Colombiana
Em 6 de outubro de 2016, foi convocado pela primeira vez para a Seleção Colombiana. Estreou ao entrar no lugar de Juan Guillermo Cuadrado e atuou nos oito minutos finais da vitória sobre o Paraguai em Assunção.

## Estilo de jogo
Rápido, Berrío pode atuar tanto pelos lados do campo ou como um centroavante. Para Carlos Velasco, preparador físico do Atlético Nacional, "Berrío é um tipo especial, que consegue imprimir ritmo muito forte de acelerações durante uma partida". Por conta disso, Berrío tem na explosão e na força física pela beirada do campo suas principais armas.
| “ | É um jogador potente, rápido, de lado de campo. Pode jogar do lado esquerdo e do lado direito. Ele tem uma boa pegada, mas poderia ter muito mais gol do que tem. Apesar disso é um jogador que resolve partidas. Dos poucos gols que faz, a maioria define partidas. Ele não é um goleador nato. É um jogador muito disciplinado. Sua obediência tática é uma das mais importantes características. | ” |
|   | — Javier Bonnet, comentarista da TV Caracol da Colômbia. |   |

Em 2019, com a chegada do técnico português Jorge Jesus ao Flamengo, Berrío passou a jogar também como lateral-direito.

## Estatísticas
Atualizadas até 9 de novembro de 2021

### Clubes
| Clube             | Temporada         | Campeonato nacional | Campeonato nacional | Campeonato nacional | Copa nacional[a] | Copa nacional[a] | Copa nacional[a] | Competições continentais[b] | Competições continentais[b] | Competições continentais[b] | Outros torneios[c] | Outros torneios[c] | Outros torneios[c] | Total | Total | Total   |
| Clube             | Temporada         | Jogos               | Gols                | Assist.             | Jogos            | Gols             | Assist.          | Jogos                       | Gols                        | Assist.                     | Jogos              | Gols               | Assist.            | Jogos | Gols  | Assist. |
| ----------------- | ----------------- | ------------------- | ------------------- | ------------------- | ---------------- | ---------------- | ---------------- | --------------------------- | --------------------------- | --------------------------- | ------------------ | ------------------ | ------------------ | ----- | ----- | ------- |
| Atlético Nacional | 2009              | 22                  | 0                   | 0                   | 0                | 0                | 0                | —                           | —                           | —                           | —                  | —                  | —                  | 22    | 0     | 0       |
| Atlético Nacional | 2010              | 11                  | 5                   | 1                   | 0                | 0                | 0                | —                           | —                           | —                           | —                  | —                  | —                  | 11    | 5     | 1       |
| Atlético Nacional | 2011              | 10                  | 0                   | 2                   | 4                | 0                | 0                | —                           | —                           | —                           | —                  | —                  | —                  | 14    | 0     | 2       |
| Atlético Nacional | Total             | 43                  | 5                   | 3                   | 4                | 0                | 0                | 0                           | 0                           | 0                           | 0                  | 0                  | 0                  | 47    | 5     | 3       |
| Millonarios       | 2012              | 12                  | 0                   | 1                   | 5                | 0                | 0                | —                           | —                           | —                           | —                  | —                  | —                  | 17    | 0     | 1       |
| Millonarios       | Total             | 12                  | 0                   | 1                   | 5                | 0                | 0                | 0                           | 0                           | 0                           | 0                  | 0                  | 0                  | 17    | 0     | 1       |
| Patriotas         | 2012              | 10                  | 2                   | 0                   | 0                | 0                | 0                | —                           | —                           | —                           | —                  | —                  | —                  | 10    | 2     | 0       |
| Patriotas         | 2013              | 7                   | 2                   | 0                   | 3                | 1                | 0                | —                           | —                           | —                           | —                  | —                  | —                  | 10    | 3     | 0       |
| Patriotas         | Total             | 17                  | 4                   | 0                   | 3                | 1                | 0                | 0                           | 0                           | 0                           | 0                  | 0                  | 0                  | 20    | 5     | 0       |
| Atlético Nacional | 2013              | 16                  | 1                   | 0                   | 2                | 1                | 0                | 1                           | 0                           | 0                           | —                  | —                  | —                  | 19    | 5     | 0       |
| Atlético Nacional | 2014              | 13                  | 2                   | 0                   | 8                | 1                | 0                | 8                           | 2                           | 1                           | —                  | —                  | —                  | 29    | 5     | 1       |
| Atlético Nacional | 2015              | 30                  | 4                   | 1                   | 2                | 0                | 0                | 4                           | 0                           | 0                           | —                  | —                  | —                  | 36    | 4     | 1       |
| Atlético Nacional | 2016              | 25                  | 9                   | 2                   | 5                | 2                | 0                | 22                          | 6                           | 5                           | 2                  | 0                  | 1                  | 54    | 17    | 8       |
| Atlético Nacional | Total             | 84                  | 19                  | 3                   | 17               | 4                | 0                | 35                          | 8                           | 6                           | 2                  | 0                  | 1                  | 138   | 31    | 10      |
| Flamengo          | 2017              | 19                  | 2                   | 2                   | 6                | 1                | 1                | 7                           | 1                           | 2                           | 14                 | 2                  | 2                  | 46    | 6     | 7       |
| Flamengo          | 2018              | 9                   | 0                   | 1                   | 0                | 0                | 0                | —                           | —                           | —                           | —                  | —                  | —                  | 9     | 0     | 1       |
| Flamengo          | 2019              | 16                  | 1                   | 2                   | 2                | 0                | 0                | 3                           | 0                           | 0                           | 4                  | 0                  | 1                  | 25    | 1     | 3       |
| Flamengo          | 2020              | 0                   | 0                   | 0                   | 0                | 0                | 0                | 0                           | 0                           | 0                           | 2                  | 0                  | 0                  | 2     | 0     | 0       |
| Flamengo          | Total             | 44                  | 3                   | 5                   | 8                | 1                | 1                | 10                          | 1                           | 2                           | 20                 | 2                  | 3                  | 82    | 7     | 11      |
| Flamengo          | 2020–21           | —                   | —                   | —                   | —                | —                | —                | —                           | —                           | —                           | —                  | —                  | —                  | 0     | 0     | 0       |
| Khor Fakkan       | Total             | 0                   | 0                   | 0                   | 0                | 0                | 0                | 0                           | 0                           | 0                           | 0                  | 0                  | 0                  | 0     | 0     | 0       |
| América Mineiro   | 2021              | 2                   | 0                   | 0                   | 0                | 0                | 0                | —                           | —                           | —                           | —                  | —                  | —                  | 2     | 0     | 0       |
| América Mineiro   | 2022              | 0                   | 0                   | 0                   | 0                | 0                | 0                | —                           | —                           | —                           | —                  | —                  | —                  | 0     | 0     | 0       |
| América Mineiro   | Total             | 2                   | 0                   | 0                   | 0                | 0                | 0                | 0                           | 0                           | 0                           | 0                  | 0                  | 0                  | 2     | 0     | 0       |
| Total na carreira | Total na carreira | 202                 | 31                  | 12                  | 37               | 6                | 1                | 45                          | 9                           | 8                           | 22                 | 2                  | 4                  | 306   | 48    | 25      |

- a. ^ Jogos da Copa Colombia
- b. ^ Jogos da Copa Sul-Americana e Copa Libertadores da América
- c. ^ Jogos do Campeonato Mundial de Clubes da FIFA, Primeira Liga do Brasil, Campeonato Carioca e Florida Cup

### Seleção Colombiana
Abaixo estão listados todos jogos e gols do futebolista pela Seleção Colombiana, desde as categorias de base. Abaixo da tabela, clique em expandir para ver a lista detalhada dos jogos de acordo com a categoria selecionada.
Sub-20
| Ano   |       |      |         |       |
| Ano   | Jogos | Gols | Assist. | Média |
| ----- | ----- | ---- | ------- | ----- |
| 2010  | 0     | 0    | 0       | 0     |
| Total | 0     | 0    | 0       | 0     |

Seleção principal
| Ano   |       |      |         |       |
| Ano   | Jogos | Gols | Assist. | Média |
| ----- | ----- | ---- | ------- | ----- |
| 2016  | 3     | 0    | 0       | 0     |
| 2017  | 1     | 0    | 0       | 0     |
| 2019  | 2     | 0    | 0       | 0     |
| Total | 6     | 0    | 0       | 0     |

|    | Data                   | Local                                            | Resultado | Adversário | Gols | Assist. | Competição                  |
| -- | ---------------------- | ------------------------------------------------ | --------- | ---------- | ---- | ------- | --------------------------- |
| 1. | 7 de outubro de 2016   | Estádio Defensores del Chaco, Assunção, Paraguai | 1–0       | Paraguai   | 0    | 0       | Elim. Copa do Mundo de 2018 |
| 2. | 11 de outubro de 2016  | Estádio Roberto Meléndez, Barranquilla, Colômbia | 2–2       | Uruguai    | 0    | 0       | Elim. Copa do Mundo de 2018 |
| 3. | 10 de novembro de 2016 | Estádio Roberto Meléndez, Barranquilla, Colômbia | 0–0       | Chile      | 0    | 0       | Elim. Copa do Mundo de 2018 |
| 4. | 25 de janeiro de 2017  | Estádio Nilton Santos, Rio de Janeiro, Brasil    | 0–1       | Brasil     | 0    | 0       | Amistoso: Jogo da Amizade   |
| 5. | 6 de setembro de 2019  | Hard Rock Stadium, Miami Gardens, Brasil         | 2–2       | Brasil     | 0    | 0       | Amistoso                    |
| 6. | 10 de setembro de 2019 | Raymond James Stadium, Tampa, Brasil             | 0–0       | Venezuela  | 0    | 0       | Amistoso                    |

## Títulos
Atlético Nacional
- Campeonato Colombiano: 2011 (Apertura), 2013 (Apertura), 2013 (Finalización), 2014 (Apertura) e 2015 (Finalización)
- Copa Colômbia: 2013 e 2016
- Superliga da Colômbia: 2016
- Copa Libertadores da América: 2016

Flamengo
- Troféu Carlos Alberto Torres: 2017
- Campeonato Carioca: 2017, 2019 e 2020
- Florida Cup: 2019
- Campeonato Brasileiro: 2019
- Copa Libertadores da América: 2019